# Tarfaya
Tarfaya (in arabo طرفاية‎?, Ṭarfāya; in berbero: ⵟⴰⵔⴼⴰⵢⴰ) è una città, in precedenza chiamata Villa Bens durante la dominazione spagnola, capoluogo della provincia omonima, nella regione di Laâyoune-Sakia El Hamra al sud-ovest del Marocco. Si tratta di una città portuale sulla costa atlantica, nei pressi di Capo Juby, sita a 890 km sud-ovest di Rabat. Secondo il censimento del 2004, Tarfaya ha una popolazione di 5.615 abitanti, la più bassa di tutte le municipalità della regione, ma è l'unica al di fuori del disputato Sahara Occidentale.
Negli anni 1920, la compagnia aerea francese Aéropostale vi costruì un aeroporto. Oggi in quel luogo è stato elevato un piccolo monumento in onore della società, dei suoi piloti e dell'aviatore francese Antoine de Saint-Exupéry in particolare. Questi era stato direttore dell'aeroporto e prima pilota della compagnia postale.

## Storia
Tarfaya venne occupata dai britannici nel 1882, quando costruirono la Casa del Mar. L'edificio è oggi in stato di completo abbandono. Le tribù Sahrawi sollecitarono l'intervento del sultano Hasan I che nel 1885 acquistò l'edificio. Nel 1912, il territorio di Tarfaya, al tempo chiamato Capo Juby, venne occupato dagli spagnoli come appartenente al Sahara Spagnolo. La grande regione di Capo Juby e Tarfaya vennero poi annessi al Marocco nel 1958.

### Naufragio dellaAssalama
Agli inizi del 2008, venne istituito un collegamento marittimo fra Tarfaya e Puerto del Rosario. Il traghetto Assalama, gestito dalla compagnia Naviera Armas, effettuava il collegamento con cadenza trisettimanale. Era il primo servizio che collegava le Isole Canarie alla costa africana.
Il collegamento venne poi interrotto, a seguito di un incidente accaduto il 30 aprile 2008, durante una manovra nel porto. Il traghetto colpì un banco di sabbia e poi si arenò in acque poco profonde vicino a Tarfaya.
La nave era a circa otto chilometri dalla costa, quando alte ondate si riversarono sul suo ponte e spinsero il natante verso riva. I passeggeri e l'equipaggio furono evacuati con successo dai pescatori di Tarfaya dato che il traghetto aveva solo due scialuppe obsolete per 113 passeggeri. Circa 80.000 litri di olio combustibile sparso dalla nave, arrecarono notevoli danni all'industria della pesca locale.

## Aéropostale
Il collegamento aereo postale di Tarfaya tramite la compagnia Aéropostale iniziò nel 1927. Il corriere aereo, con base a Tolosa, fu fondato dall'industriale aeronautico francese Pierre-Georges Latécoère, che decise di realizzare un collegamento fra la Francia e le sue colonie in Africa. Latécoère credeva fermamente nel futuro dell'aviazione come mezzo di trasporto e comunicazione fra i popoli.
Il vicino aeroporto di Capo Juby fu un'importante base di rifornimento e sosta per Aéropostale. L'aviatore Antoine de Saint-Exupéry venne nominato direttore dell'aeroporto nel 1927. Vi rimase per 18 mesi, durante i quali dovette negoziare il rilascio di suoi piloti fatti prigionieri da tribù locali, come scrisse nel suo primo romanzo Southern Mail.
Il 28 settembre 2004 è stato aperto un museo in memoria di Aéropostale, Saint-Exupéry ed i suoi piloti, con il supporto della città di Tolosa e del costruttore aeronautico francese Airbus. Il museo è stato inaugurato dal giornalista Bernard Chabbert, il cui padre fece anche parte della storia di Aéropostale.

## Servizi aerei
La città dispone ancora di un aeroporto il cui codice IATA è TFY.

## Galleria d'immagini

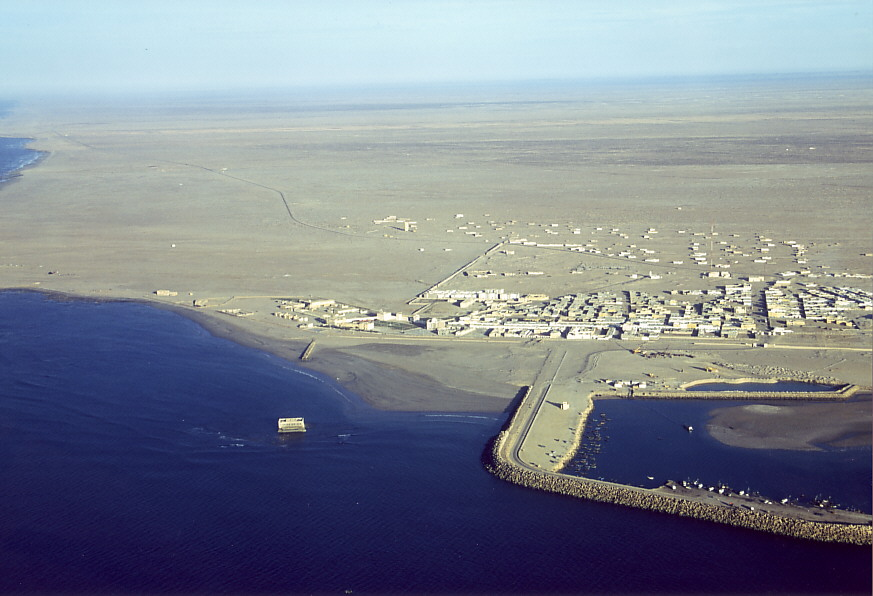
Panorama di Tarfaya
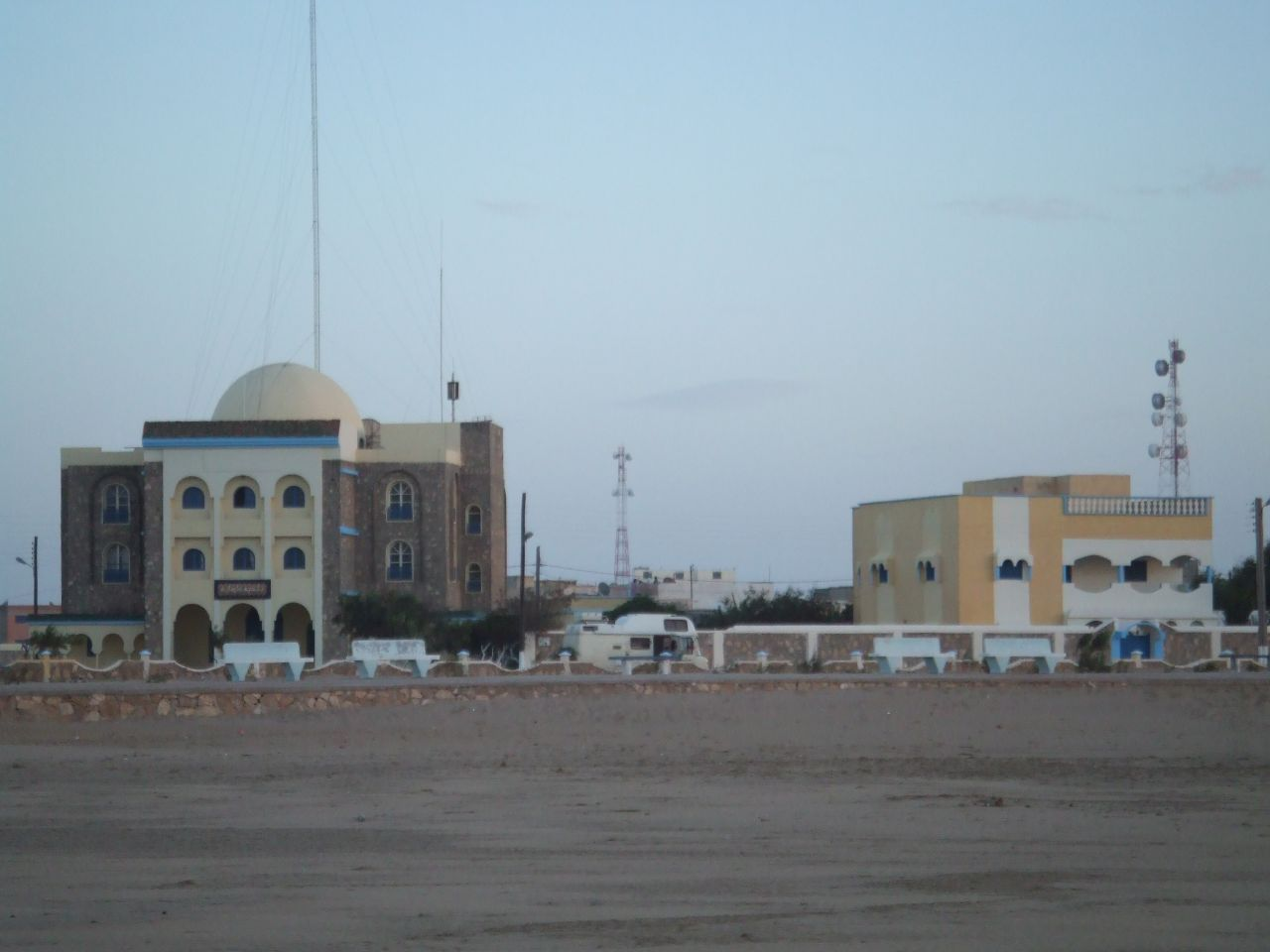
Municipio di Tarfaya
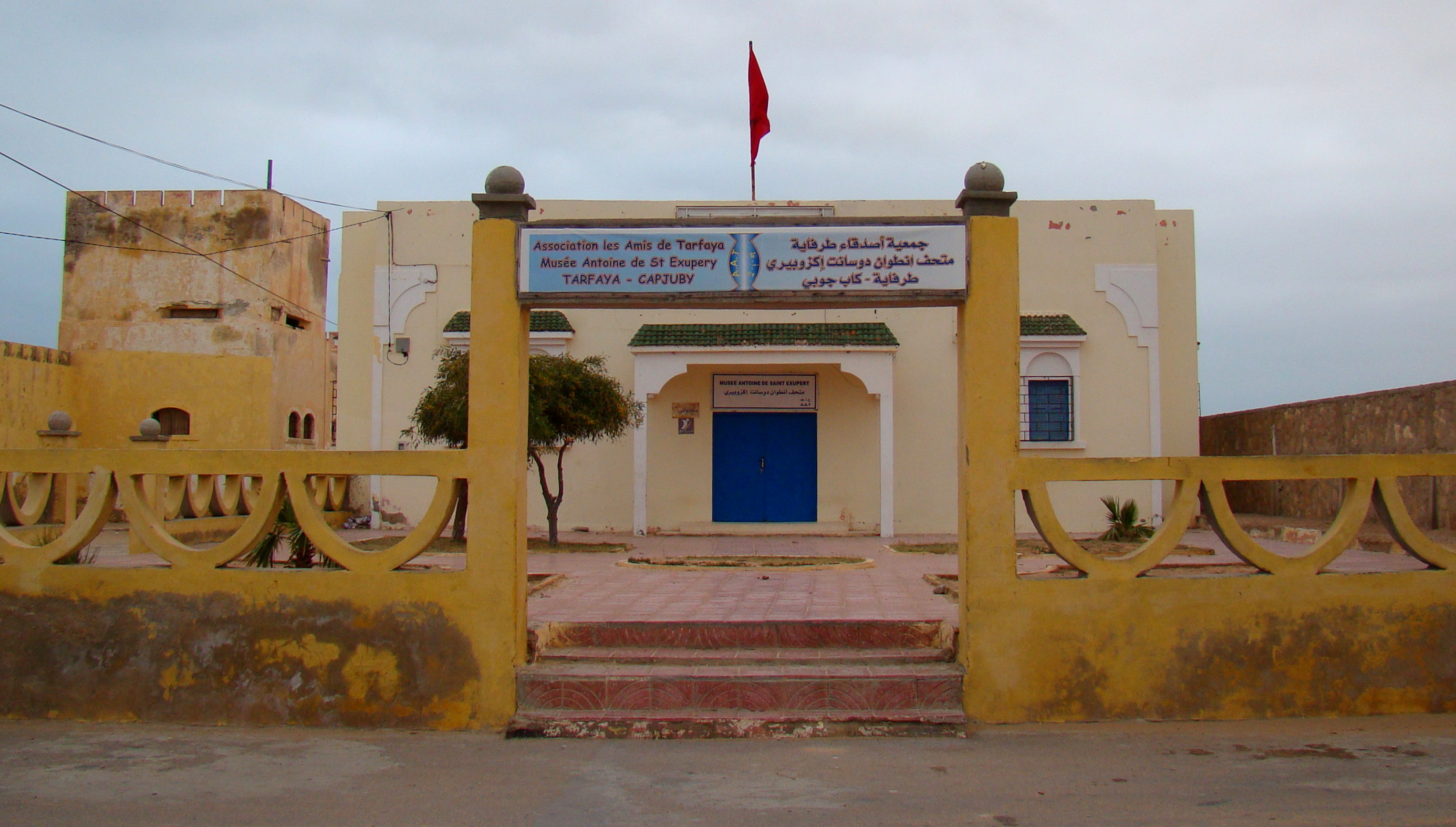
Museo dedicato ad Antoine de Saint Exupéry, progettista e direttore dell'Aeropostale di Capo Juby, nei pressi di Tarfaya
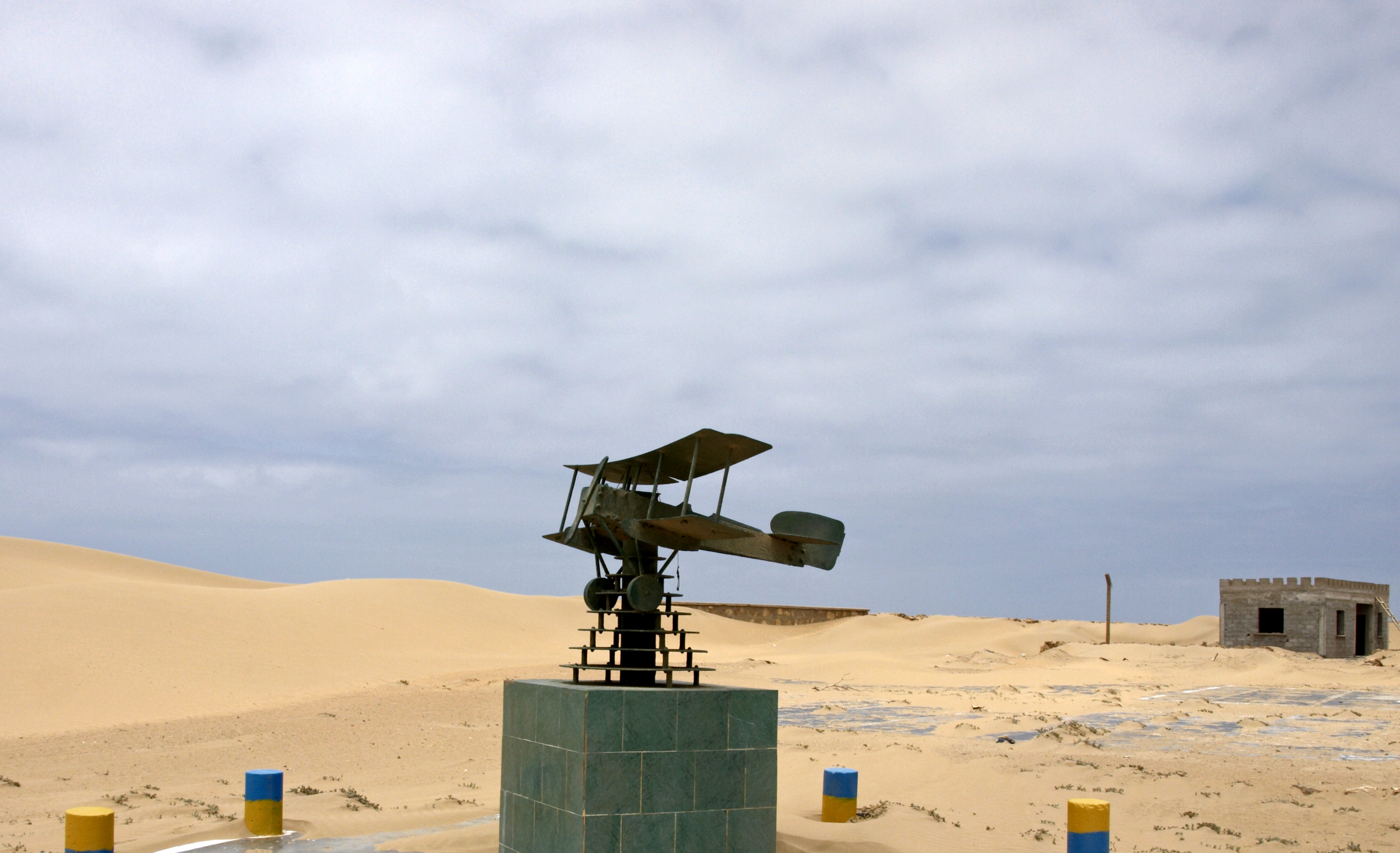
Monumento dedicato ad Antoine de Saint-Exupéry
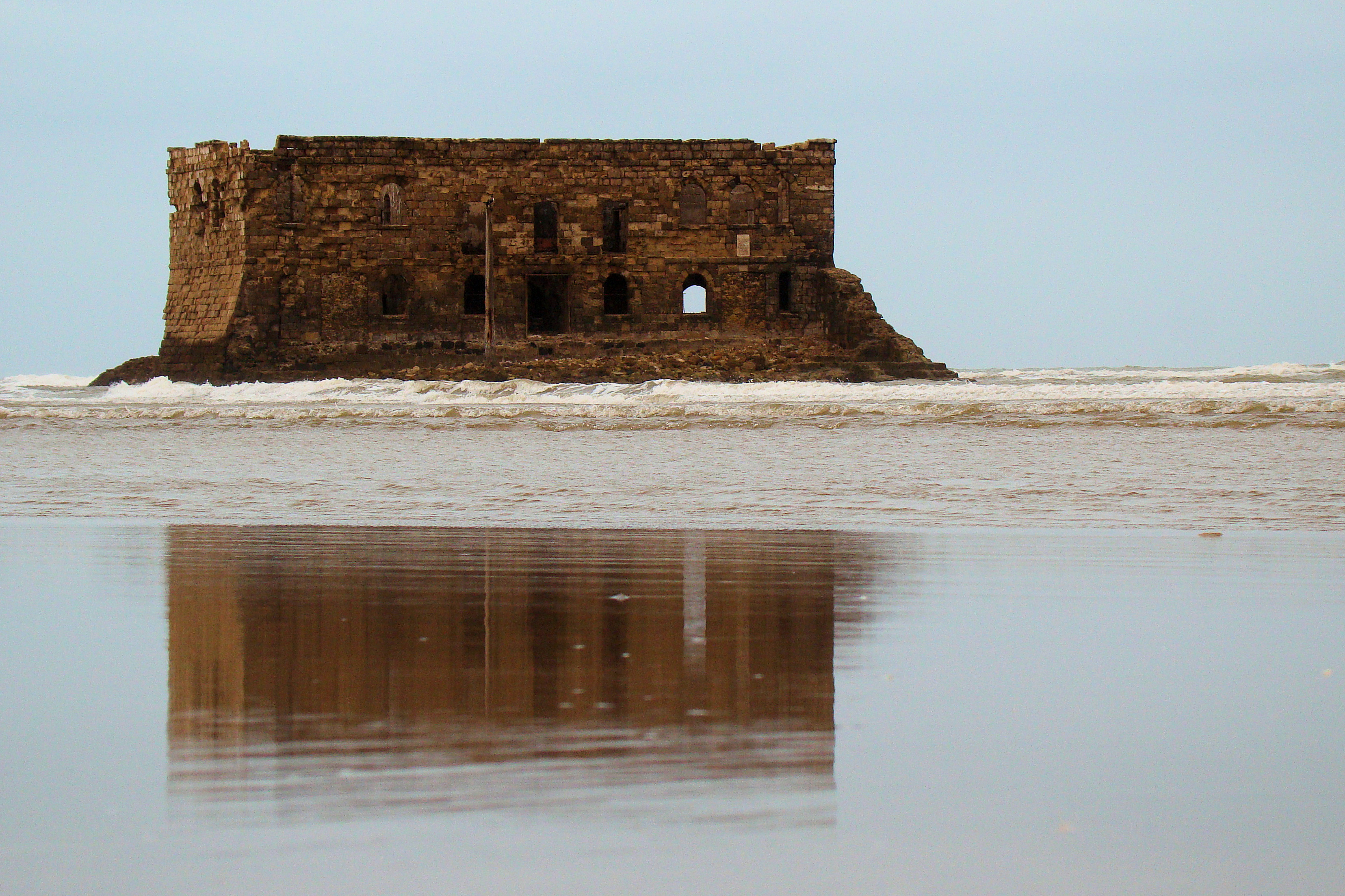
La fortezza Casa del Mar, costruita dagli inglesi negli anni 1880
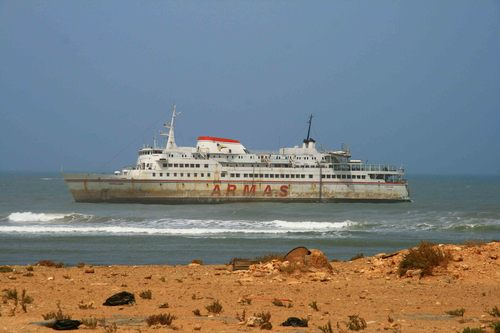
Il relitto della Assalama